# Victrix agenjoi
Victrix agenjoi is een vlinder uit de familie uilen (Noctuidae). De wetenschappelijke naam is voor het eerst geldig gepubliceerd in 1931 door Fernandez.
De soort komt voor in Europa.